# Miguel Ángel Fuentes (attore)
Miguel Ángel Fuentes Ojeda (Tlacotepec Plumas, 29 settembre 1953 – Azcapotzalco, 29 dicembre 2023) è stato un attore messicano, noto popolarmente con il soprannome di Hulk mexicano.

## Biografia
Dopo aver terminato la scuola primaria, si trasferì a Città del Messico per completare gli studi secondari.
Inizialmente si dedicò al pugilato per via della sua corporatura, ma a causa del frequentamento di cattive compagnie venne imprigionato nel 1971 per il suo coinvolgimento in una rapina; trasferito in un carcere minorile poiché ancora minorenne, venne scarcerato nell'ottobre dello stesso anno.
Nel 1972, dopo aver acquisito conoscenze nel pugilato e nella lotta, decise di allenarsi per poter partecipare ai Giochi della XX Olimpiade di quell'anno. Pur non qualificandosi al torneo olimpico, riconvertì le sue abilità nel pugilato e nel wrestling verso la recitazione, seguendo il consiglio di un ex pugile.
Nel 1973 si esibì di fronte all'attore Luis Gimeno presso l'Istituto Andrés Soler di Città del Messico, dove ottenne una borsa di studio del 50% per i suoi studi in recitazione, completati nel 1976.
La sua carriera nel mondo dello spettacolo iniziò a metà degli anni 1970 con la sua prima apparizione cinematografica nel film México, México, ra, ra, ra (1976), a cui fecero seguito ulteriori partecipazioni in altri film messicani come Il triangolo delle Bermude (1978) e Los de abajo (1978).
Negli anni 1980 la sua presenza cinematografica si estese anche a produzioni internazionali, tra cui L'uomo puma (1980, in cui intepretò il ruolo di Vadinho), Il cavernicolo (1981) e Fitzcarraldo (1982). Nello stesso periodo si cimentò anche in serie televisive come Winnetou le mescalero (1980) e Bianca Vidal (1982).
Negli anni 1990 la sua carriera proseguì con vari ruoli in soap opera e film che lo affermarono come attore caratterista. In televisione prese parte a produzioni come Carrusel (1989), Clarisa (1993) e soprattutto Marisol (1996), in cui interpretò il ruolo di Pulga, con il quale ottenne una grande popolarità. Nel cinema si distinse invece in film come Gunmen - Banditi (1993) e La legge di Erode (1999). Ciononostante, nel 1997 fu coinvolto in uno scandalo per possesso di droga, che gli costò tre anni di prigione.
A partire dal 2000 Fuentes continuò a lavorare attivamente in televisione e nel cinema, recitando come attore non protagonista in soap opera come Rubí (2004) e Rebelde (2004) e partecipando anche a produzioni internazionali come The Mexican (2001) e Blow (2001). Negli ultimi anni di carriera apparve in diverse serie televisive, tra cui El Pantera (2007), Como dice el dicho (2011-2015), El señor de los cielos (2016) e Run Coyote Run (2017-2018).
Il 29 dicembre 2023 fu trovato morto dalla moglie nella sua casa ad Azcapotzalco.

## Vita privata
Era sposato con María del Carmen Hernández, con cui ha avuto una figlia, Valeria.

## Filmografia

### Cinema
- México, México, ra ra ra (1975)
- Il triangolo delle Bermude, regia di René Cardona Jr. (1978)
- Divinas palabras (1978)
- Los de abajo (1978)
- Rarotonga (1978)
- Milagro en el circo (1979)
- El vuelo de la cigüeña (1979)
- Manaos, regia di Alberto Vázquez-Figueroa (1979)
- L'uomo puma, regia di Alberto De Martino (1980)
- Las tentadoras (1980)
- Morir de madrugada (1980)
- Las grandes aguas (1980)
- Il cavernicolo, regia di Carl Gottlieb (1981)
- Ghiaccio verde (1981)
- Santo en la frontera del terror (1981)
- Fitzcarraldo, regia di Werner Herzog (1982)
- La spada e la magia, regia di Jack Hill (1982)
- Shunka Wakan - Il trionfo di un uomo chiamato Cavallo, regia di John Hough (1983)
- Professione giustiziere, regia di J. Lee Thompson (1984)
- Frankenstein's Great Aunt Tillie, regia di Myron J. Gold (1984)
- Siempre en domingo (1984)
- Gringo mojado (1984)
- Missione letale (1985)
- Masacre en el río Tula (1985)
- Enemigos a muerte (1985)
- Amenaza roja (1985)
- Secuestro sangriento (1985)
- Separati in vacanza, regia di Michael Anderson (1986)
- Il mistero della giungla proibita (1986)
- La venganza del rojo (1986)
- Maledetta libertà (1986)
- Il tempio di fuoco, regia di J. Lee Thompson (1986)
- El secuestro de Lola (1986)
- Su e giù per i Caraibi, regia di Steven Lisberger (1987)
- Deathstalker III - I guerrieri dell'inferno (1988)
- Mi pistola y tus esposas (1989)
- Amor conservador (1990, cortometraggio)
- Arte mortale, regia di Walter Salles Jr. (1991)
- Codicia mortal (1991)
- Gunmen - Banditi, regia di Deran Sarafian (1993)
- Un baúl lleno de miedo (1997)
- Gli ultimi mercenari, regia di Philippe Mora (1998)
- Mookie, regia di Hervé Palud (1998)
- La legge di Erode, regia di Luis Estrada (1999)
- Sánchez no se lo merece (cortometraggio, 1999)
- Cerebro, regia di Andrés León Becker (cortometraggio, 2000)
- The Mexican - Amore senza la sicura, regia di Gore Verbinski (2001)
- Blow, regia di Ted Demme (2001)
- Hugoool (cortometraggio, 2004)
- Charros (cortometraggio, 2004)
- Cansada de besar sapos (2005)
- El garabato (2008)
- Al Acecho del Leopardo (2011)
- Mimesis (cortometraggio, 2014)
- La 4ª Compañía (2016)

### Televisione
- Winnetou le mescalero, regia di Marcel Camus (1980)
- Bianca Vidal (1982, 1 episodio)
- A-Team (1983, 1 episodio)
- On Wings of Eagles (1986, 1 episodio)
- Seducción (1986)
- Auf Achse (1987, 5 episodi)
- Carrusel (1989)
- Clarisa (1993)
- Nazca (1995, 10 episodi)
- Marisol (1996, 50 episodi)
- Esmeralda (1997, 1 episodio)
- Cómplices al rescate (2002)
- Amor real (2003, 1 episodio)
- Rubí (2004)
- Rebelde (2004)
- La madrastra (2005, 2 episodi)
- Peregrina (2005, 4 episodi)
- El Pantera (2007, 1 episodio)
- Adictos (2009, 1 episodio)
- Persone sconosciute (2010, 1 episodio)
- Una familia con suerte (2011, 1 episodio)
- Ni contigo ni sin ti (2011, 2 episodi)
- Por ella soy Eva (2012, 1 episodio)
- La mujer del Vendaval (2013, 3 episodi)
- Texas Rising (2015, 4 episodi)
- Como dice el dicho (2011-2015, 2 episodi)
- Yago (2016, 1 episodio)
- El señor de los cielos (2016, 5 episodi)
- Nosotros los guapos (2017, 1 episodio)
- Run Coyote Run (2017-2018, 6 episodi)
- Julia vs Julia (2019, 2 episodi)